# Amtshauptmann
Amtshauptmann ist die historische Bezeichnung für einen leitenden Verwaltungsbeamten.

## Allgemeines
Der Amtshauptmann war der Vorsteher eines territorial umschriebenen Amts bzw. Amtsbezirkes. Solche Ämter als Organe der landesfürstlichen Verwaltung entstanden im Spätmittelalter und in der frühen Neuzeit in zahlreichen Territorien des Alten Reiches und in Dänemark. Die Befugnisse der Amtshauptleute waren sehr mannigfaltig und von Land zu Land verschieden. Sie hatten meist Aufgaben im Gerichtswesen, in der Finanzverwaltung und bei der Besteuerung, seltener auch in der Landesverteidigung wahrzunehmen.
Besonders früh ausgebildet und gut organisiert war die  Amtsverfassung im Kurfürstentum Brandenburg beziehungsweise Preußen und im Kurfürstentum Sachsen. Von 1838 bis 1938 waren Amtshauptleute die Vorsteher oder Behördenleiter der sächsischen Amtshauptmannschaften. 1867 ersetzte die preußische Bezeichnung Amtshauptmann die königlich hannoversche Nomenklatur Amtmann als die Behördenleiter der Ämter in der Provinz Hannover. Mit der 1939 erfolgten Umbenennung in die reichseinheitliche Bezeichnung Landkreis erhielt der Amtshauptmann den Beamtentitel Landrat.

## Bedeutende Amtsträger in Brandenburg
- Heino von Broesigke (1525–1609), Amtshauptmann von Lehnin und zuvor im Erzstift Magdeburg von Querfurt, Giebichenstein und Rothenburg
- Adam Christoph von Flanß (1664–1748), Amtshauptmann von Fehrbellin und Alt Ruppin
- Albrecht Konrad Finck von Finckenstein (1660–1735), Amtshauptmann von Crossen

## Bedeutende Amtsträger in Sachsen
- Ulrich von Nostitz (1500–1552), Amtshauptmann von Bautzen
- Balthasar Wurmb (1532–1598), Amtshauptmann von Stolpen
- Carol Bose (1596–1657), Amtshauptmann der Ämter Zwickau, Werdau und Stollberg
- Siegfried von Metzradt (1600–1668), Amtshauptmann der Herrschaft Hoyerswerda
- Hermann von Salza und Lichtenau (1829–1915), Amtshauptmann von Bautzen
- Leonce von Könneritz (1835–1890), Amtshauptmann von Chemnitz
- Richard von Schlieben (1848–1908), Amtshauptmann von Zittau
- Ernst von Salza und Lichtenau (1860–1926), Amtshauptmann von Oschatz
- Georg von Craushaar (1851–1936), Amtshauptmann von Löbau
- Karl Joseph Maximilian Lossow (1856–1924), Amtshauptmann von Dippoldiswalde und Meißen